# Косина (река)
Косина — река в России, протекает в Верхошижемском районе Кировской области. Устье реки находится в 36 км по левому берегу реки Кишкиль. Длина реки составляет 20 км.
Исток реки находится у деревни Безденежные (Косинское сельское поселение) в 6 км к северо-западу от райцентра, посёлка Верхошижемье. Река течёт на юго-запад, крупнейший приток — Боровиха (правый); в среднем течении протекает село Косино, центр Косинского сельского поселения и деревню Устюги. В нижнем течении входит в ненаселённый лесной массив, где и впадает в Кишикиль в 19 км к западу от Верхошижемья.

## Данные водного реестра
По данным государственного водного реестра России относится к Камскому бассейновому округу, водохозяйственный участок реки — Вятка от города Котельнич до водомерного поста посёлка городского типа Аркуль, речной подбассейн реки — Вятка. Речной бассейн реки — Кама.
Код объекта в государственном водном реестре — 10010300412111100036238.